# Palmares do Sul
Palmares do Sul is een gemeente in de Braziliaanse deelstaat Rio Grande do Sul. De gemeente telt 11.998 inwoners (schatting 2009).

## Aangrenzende gemeenten
De gemeente grenst aan Balneário Pinhal, Capivari do Sul en Mostardas.

## Verkeer en vervoer
De plaats ligt aan de noord-zuidlopende weg BR-101 tussen Touros en São José do Norte.